# コンプレックス・エイジ
『コンプレックス・エイジ』は、佐久間結衣による日本の漫画作品。『モーニング』（講談社）にて、2014年25号から2015年27号まで連載された。単行本は全6巻。

## 概要
26歳のコスプレイヤーの女性を主人公に、コスプレという趣味に生きることの意味と困難、喜びを描く作品。コスプレを趣味とする人々（コスプレイヤー）をテーマに、コスプレイヤー同士が直面する人間関係のいざこざや、図画であるキャラクターと現実とのギャップや加齢の悩み、家族や会社の同僚などへの趣味バレなど、コスプレイヤーが現実によく体験したり直面したりする出来事を生々しく描いている。
この作品は、第63回ちばてつや賞一般部門入選の読み切り版『コンプレックス・エイジ』が元になっている。読み切り版がウェブサイト上に無料公開されると、Twitter、FacebookをはじめとしたSNSやニュースサイトなどで取り上げられ、公開ページは125万PV以上アクセスされるなど話題となった。この反響を受けて、週刊誌『モーニング』で2014年25号より連載が開始され、同年8月20日には単行本第1巻が発売された。
読み切り版は「加齢に悩むゴスロリ女性」というテーマであったが、連載版は「年齢や人間関係に悩む女性コスプレイヤー」をテーマにしており、ストーリー上の連続性はない。ただし、連載版は読み切り版の数十年後という設定であり、連載版の主人公（片浦渚）と読み切り版の主人公（佐和子）は母娘の関係になっている。
コラボレーションとして、第6話・第7話では登場人物が『ダンガンロンパ 希望の学園と絶望の高校生』『スーパーダンガンロンパ2 さよなら絶望学園』のコスプレをする姿が描かれた。更に第17話では初音ミクや鏡音リン・レンといったクリプトン・フューチャー・メディアのVOCALOIDが登場した。

## ストーリー
コスプレイヤー〈凪〉こと、片浦渚は、高校時代からコスプレにいそしんでいた。ネット上でも話題になり、日々に充実感を感じていたが、年下のレイヤー、綾たちと知り合うようになってから、さまざまな葛藤に直面する。自分よりも綾のほうがキャラクターに同化できるのではないか。自分が派遣社員として勤めている職場の正社員である葉山が、レイヤーであることが職場に知られたために退社を決意したこと、知られていないとおもっていた母親に、高校時代からコスプレをしていたことを気づかれていたこと、そうした葛藤のなかで、渚は、自分の趣味にどう向き合うかを考え始める。ある日、渚は高校の同窓会で再会した千田光汰が同じアニメが好きなことを知り、それをきっかけにつきあいはじめるが、コスプレに根本的なところで理解を示さない彼に対して、渚は別れを告げる。また、綾に肩入れする渚に嫉妬するりうによって、ネット上で綾への悪口雑言がまきちらされる事件もおきるが、渚たちはそれも乗り越えようとする。そんなある日、高校の時からの友人、公子が結婚を期にコスプレをやめようかという心境をもらす。公子の本心を考えるうちに仕事でミスをした渚は、上司の長谷に注意される。その時、葉山と自分とが知りあいであることを長谷に指摘され、渚はますます自分の未来に不安を抱く。仙台の公子を訪問したり、葉山がスタッフをつとめる集会に参加したりするが、悩みは簡単には解決しない。そうした状況をみていた母が、渚に自分のゴスロリ仲間だったノリに会うことをすすめる。〈好きなこと〉を仕事にして、ゴスロリをやめない典子の生き方は、渚に今後の自分に対しての示唆をあたえる。渚は〈着ること〉から〈作ること〉にこだわることに、自分の進む道を見つけようとする。公子の結婚式のドレスを縫うという作業もし、学校にも通い、30歳の誕生日に、葉山を営業担当として、いろいろなアニメに登場する衣装を、製作側の公認を得て販売する会社をたちあげる。

## 登場人物
片浦 渚（かたうら なぎさ）
主人公。連載開始時26歳の実家暮らしの派遣社員の女性。174センチメートルの高身長でスレンダーなモデル体形だが、本人は自分の身長にコンプレックスを感じている。高校時代からコスプレにいれこんでおり、コスプレに関しては衣装だけでなく小物やしぐさ、ポージングにいたるまで徹底的に作りこむ完璧主義者。作中のアニメ作品『マジカルずきん☆ウルル』のコスプレに力を入れている。コスプレイヤーとしての名前は〈凪（なぎ）〉。レイヤーの間では結構有名。
仕事は、家庭教師紹介会社で事務職の派遣社員をしている。
馬場 公子（ばば きみこ）
渚の高校時代からの友人で、長年コスプレをともにしている。撮影が得意。職場で知りあい交際中の男性、河西春太（かさい はるた）と仙台市内で同棲し、結婚にいたる。レイヤーとしての名前は〈ハム〉。
栗原 綾（くりはら あや）
身長148センチメートルと小柄で童顔、天真爛漫な可愛らしい女の子。黒根子大学に通う。公子を介して渚と知りあい、ともにコスプレに励む。渚にあこがれているが、渚自身は綾のほうがウルルに似ているのではないかと若干のコンプレックスを抱いている。りうによってネット上で個人攻撃をうけるが、乗り越える。
志保（しほ）
綾と同じ大学に通う友人。公子とネットで知り合い、綾を紹介する。酒豪。レイヤーとしての名前はSHIO（シオ）。公子のように写真撮影のみちをめざす。
葉山（はやま）
渚の派遣先の家庭教師紹介会社の正社員。渚が苦手とする人物であったが、コスプレのイベント会場で渚と偶然出会い、2人ともコスプレに懸けている境遇だということが分かり、仲良くなる。イベントでの写真がネット上に流れていたのを会社の同僚に発見され、それを気にして退職し、静岡の実家に一時帰省するが、再びレイヤーの世界に復帰。実家に戻っていた間ストレスから過食に陥っており、体型が一変してしまった。上京後は渚の指導のもとダイエットに励み、最終的にはほぼ元の体型にもどす。コスプレイヤーとしての名前は葉子（ようこ）。
千田 光汰（せんだ こうた）
渚や公子の高校時代の同級生。同窓会で8年ぶりに渚と再会する。アニメ『マジカルずきん☆ウルル』のファンで、それをきっかけとして渚と交際をはじめる。しかしコスプレに対しては偏見を抱いているところがあり、渚のコスプレへの情熱を理解できず破局。
りう
以前渚にコスプレへの中途半端な態度を指摘されるが、それを修正したと称して渚たちに接近する女性。上記の一件から渚に対して病的な愛情と執着心を抱いており、綾が邪魔なので匿名掲示板を利用し炎上を仕掛けるも失敗し絶縁する。
片浦 佐和子（かたうら さわこ）
渚の母。読み切り版の主人公。若いころはゴスロリファッションを好み、結婚後も続けていたが、34歳の時にゴスロリを続けることに限界を感じ、思い切ってすべてを焼却処分する。渚がうまれたのはその後である。渚がコスプレをやっていることを高校時代から知っていたが、黙認していた。
長谷 誠（はせ まこと）
渚の上司（課長）。30歳。仕事に厳しく表情に乏しいので、渚にとっては苦手な存在。新入社員の時に葉山が教育係を務めており、親しい間柄。コスプレに対しては偏見がなく、葉山が退職したことに心を痛めていた。鉄道模型が趣味。
永瀬 典子（ながせ のりこ）
佐和子の同級生で高校時代からのゴスロリ仲間。愛称はノリ。読み切り版にも登場。還暦をすぎた後も和装でゴスロリを続けており、下北沢でアンティークショップを経営する。

## 書籍情報
- 佐久間結衣 『コンプレックス・エイジ』 講談社〈モーニングKC〉、全6巻
  1. 2014年8月20日発売 ISBN 978-4-06-388365-7
  2. 2014年11月21日発売 ISBN 978-4-06-388403-6
  3. 2015年2月23日発売 ISBN 978-4-06-388431-9
  4. 2015年5月22日発売 ISBN 978-4-06-388464-7
  5. 2015年8月21日発売 ISBN 978-4-06-388495-1
  6. 2015年9月23日発売 ISBN 978-4-06-388508-8